# Landgerichtsgebäude Pillnitzer Straße

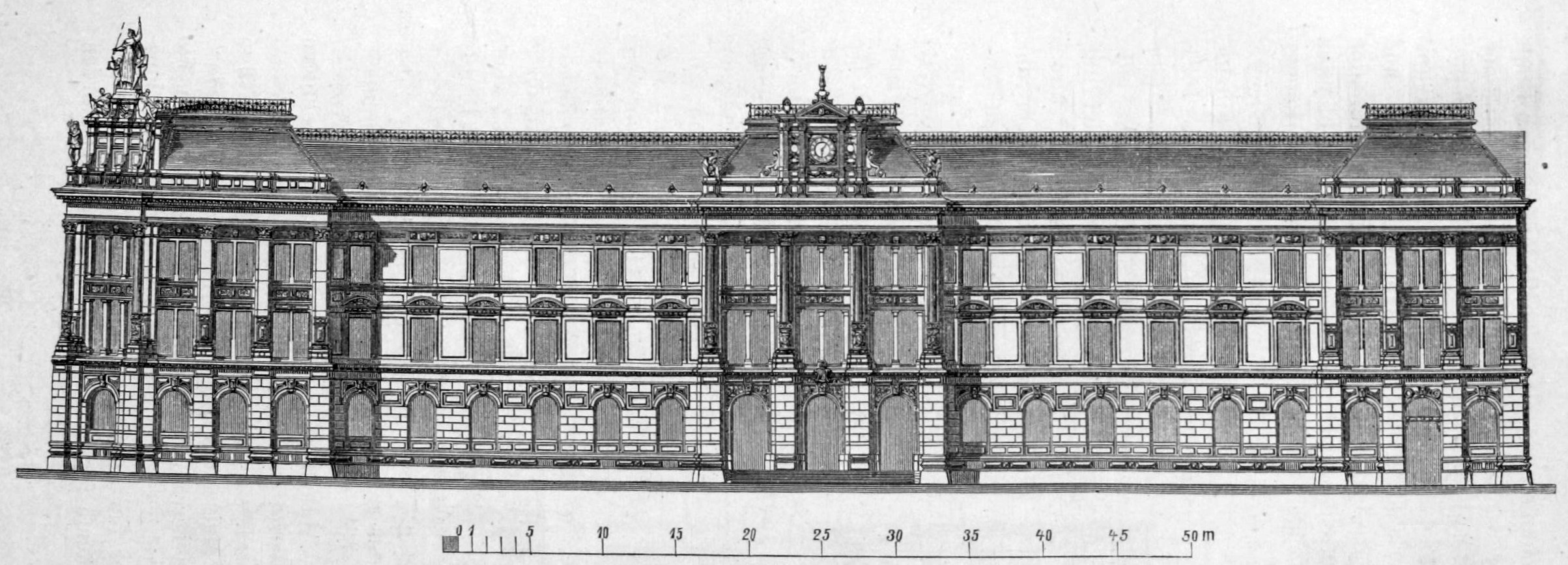
Ansicht 1878 von der Pillnitzer Straße

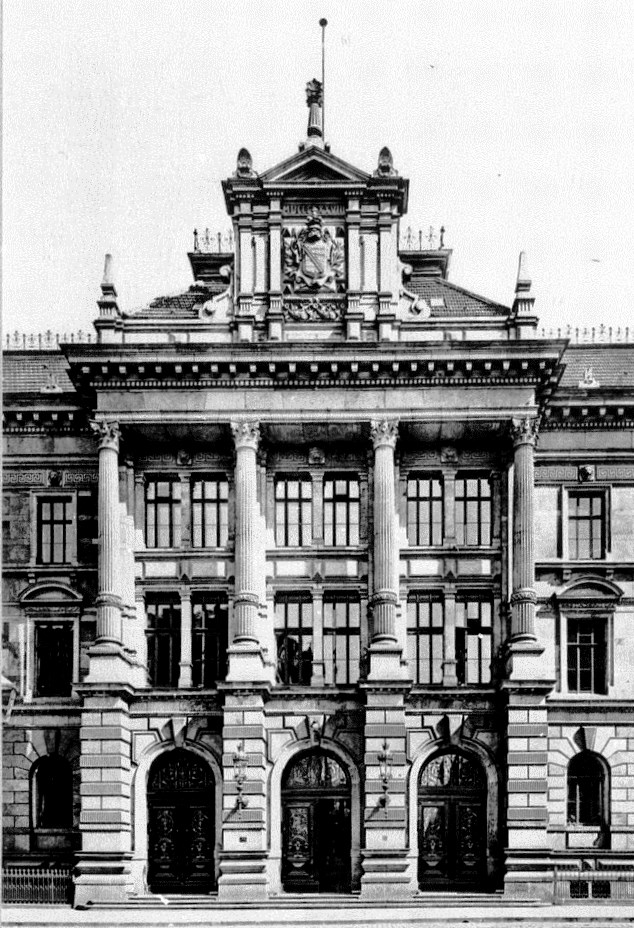
Landgericht, Pillnitzer Straße

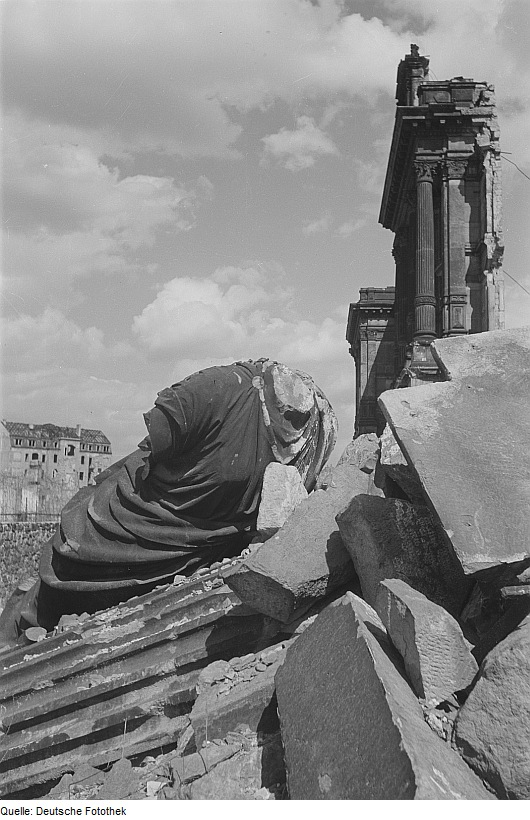
Ruinen des Landgerichtsgebäudes an der Pillnitzer Straße

Das Landgerichtsgebäude Pillnitzer Straße in Dresden wurde 1876 bis 1878 nach Entwürfen von Carl Adolph Canzler erbaut und befand sich in der Pillnitzer Straße 41, zwischen der Gerichts- und der Mathildenstraße in der Pirnaischen Vorstadt.

## Geschichte
Das Gebäude war bis 1907 alleiniger Sitz des Landgerichts Dresden wie auch des Oberlandesgerichts Dresden. Nach 1907 zogen die Strafkammern des Landgerichts in die Münchner Straße 3, in der Pillnitzer Straße verblieben sowohl die Zivilkammern des Landgerichts als auch das Oberlandesgericht. In den 1930er Jahren befand sich hier auch das Landesarbeitsgericht. Das Gebäude wurde 1945 durch die Luftangriffe auf Dresden zerstört und später abgerissen. Bis 1945 war im Haus eine Zweiganstalt der Untersuchungshaftanstalt Dresden mit Eingang in der Mathildenstraße 59. Zum Zeitpunkt der Erbauung und bis zur Umstellung der Dresdner Straßennummerierung hatte das Haus die Adresse Pillnitzer Straße 21 (damalige Schreibweise „Pillnitzerstraße“).

## Architektur
Es handelte sich um eine dreigeschossige Vierflügelanlage. Die Fassade war als Zweiflügelanlage auf einem Eckgrundstück gebaut. Die Fassaden der beiden Flügel waren ähnlich und in 20 bzw. 21 Achsen unterteilt; die Ecke war abgefasst. Die Hauptfront befand sich an der Pillnitzer Straße. Der Sockel zeigte Diamantquader, das Erdgeschoss Bossenwerk und Rundbogenfenster mit Scheitelsteinen. Die beiden Obergeschosse zeigten eine glatte Sandsteinverblendung und waren durch Gesimse untergliedert.
Der Portikus zur Pillnitzer Straße war als dreiachsiger Mittelrisalit gestaltet. Über dem Erdgeschoss mit drei Rundbogenportalen erhoben sich vier doppelgeschossige kannelierte Säulen mit Kapitellen in Kolossalordnung. Darauf stützte sich ein Architrav mit Giebelaufbau. In der Mitte des Giebels befand sich das sächsische Wappen mit Rautenkrone.

## Kunstgeschichtliche Bedeutung
Das Gebäude wies laut Volker Helas „ausgeprägt französisches Formengut“ auf. So hätte nach dem Deutsch-Französischen Krieg Deutschland die französische Neorenaissance benutzt, denn „dem Prunkbedürfnis der Sieger kamen diese französischen Formen gewissermaßen als Trophäen sehr gelegen.“ Fritz Löffler beschreibt das Haus als eine „würdige, wenn auch zeitgebundene Repräsentation eines hohen Gerichts“ und „weitläufiger und kostbarer“ gebaut als andere Verwaltungsgebäude.